# Presles (Val-d'Oise)
Presles és un municipi francès, situat al departament de Val-d'Oise i a la regió de Illa de França. L'any 2007 tenia 3.827 habitants.
Forma part del cantó de L'Isle-Adam, del districte de Pontoise i de la Comunitat de comunes de la Vallée de l'Oise et des Trois Forêts.

## Demografia

### Població
El 2007 la població de fet de Presles era de 3.827 persones. Hi havia 1.388 famílies, de les quals 296 eren unipersonals (92 homes vivint sols i 204 dones vivint soles), 396 parelles sense fills, 596 parelles amb fills i 100 famílies monoparentals amb fills.
La població ha evolucionat segons el següent gràfic:
Habitants censats

### Habitatges
El 2007 hi havia 1.533 habitatges, 1.423 eren l'habitatge principal de la família, 18 eren segones residències i 92 estaven desocupats. 1.420 eren cases i 108 eren apartaments. Dels 1.423 habitatges principals, 1.218 estaven ocupats pels seus propietaris, 167 estaven llogats i ocupats pels llogaters i 38 estaven cedits a títol gratuït; 21 tenien una cambra, 69 en tenien dues, 214 en tenien tres, 425 en tenien quatre i 694 en tenien cinc o més. 1.100 habitatges disposaven pel capbaix d'una plaça de pàrquing. A 630 habitatges hi havia un automòbil i a 680 n'hi havia dos o més.

### Piràmide de població
La piràmide de població per edats i sexe el 2009 era:
| Homes | Edats   | Dones |
| ----- | ------- | ----- |
| 0     | 95 o +  | 0     |
| 8     | 90 a 94 | 52    |
| 4     | 85 a 89 | 32    |
| 12    | 80 a 84 | 36    |
| 28    | 75 a 79 | 60    |
| 72    | 70 a 74 | 52    |
| 88    | 65 a 69 | 80    |
| 88    | 60 a 64 | 104   |
| 84    | 55 a 59 | 108   |
| 152   | 50 a 54 | 148   |
| 160   | 45 a 49 | 128   |
| 120   | 40 a 44 | 136   |
| 156   | 35 a 39 | 132   |
| 120   | 30 a 34 | 180   |
| 128   | 25 a 29 | 100   |
| 76    | 20 a 24 | 148   |
| 120   | 15 a 19 | 132   |
| 104   | 10 a 14 | 136   |
| 104   | 5 a 9   | 132   |
| 84    | 0 a 4   | 120   |

## Economia
El 2007 la població en edat de treballar era de 2.519 persones, 1.842 eren actives i 677 eren inactives. De les 1.842 persones actives 1.718 estaven ocupades (882 homes i 836 dones) i 124 estaven aturades (63 homes i 61 dones). De les 677 persones inactives 250 estaven jubilades, 289 estaven estudiant i 138 estaven classificades com a «altres inactius».

### Ingressos
El 2009 a Presles hi havia 1.431 unitats fiscals que integraven 3.872 persones, la mediana anual d'ingressos fiscals per persona era de 25.406 €.

### Activitats econòmiques
Dels 143 establiments que hi havia el 2007, 1 era d'una empresa extractiva, 1 d'una empresa alimentària, 1 d'una empresa de fabricació de material elèctric, 4 d'empreses de fabricació d'altres productes industrials, 25 d'empreses de construcció, 29 d'empreses de comerç i reparació d'automòbils, 5 d'empreses de transport, 2 d'empreses d'hostatgeria i restauració, 9 d'empreses d'informació i comunicació, 4 d'empreses financeres, 12 d'empreses immobiliàries, 24 d'empreses de serveis, 17 d'entitats de l'administració pública i 9 d'empreses classificades com a «altres activitats de serveis».
Dels 34 establiments de servei als particulars que hi havia el 2009, 1 era una oficina de correu, 2 tallers de reparació d'automòbils i de material agrícola, 1 establiment de lloguer de cotxes, 1 paleta, 3 guixaires pintors, 5 fusteries, 6 lampisteries, 4 electricistes, 4 empreses de construcció, 2 perruqueries, 1 restaurant i 4 agències immobiliàries.
Dels 6 establiments comercials que hi havia el 2009, 1 era una botiga de més de 120 m², 1 una botiga de menys de 120 m², 2 botigues de material esportiu, 1 un drogueria i 1 una joieria.
L'any 2000 a Presles hi havia 3 explotacions agrícoles.

## Equipaments sanitaris i escolars
L'únic equipament sanitari que hi havia el 2009 era una farmàcia.
El 2009 hi havia 1 escola maternal i 3 escoles elementals.

## Poblacions més properes
El següent diagrama mostra les poblacions més properes.